# Dios local
Dios local es una película uruguaya de 2014. Dirigida por Gustavo Hernández, es un film de suspenso y terror protagonizado por Gabriela Freire, Mariana Olivera y Agustín Urrutia.

## Sinopsis
Un grupo de rock de veinteañeros hace un disco de solo tres canciones, basado en sus experiencias más terribles y traumáticas. Deciden grabar los videos en una cueva, donde descubren representaciones diabólicas que los colonos españoles crearon para ahuyentar a los locales.

## Protagonistas
- Gabriela Freire (Daira)
- Mariana Olivera (Mahite)
- Agustín Urrutia (Emanuel)

## Premios
- Festival de Cine de Sitges (2014): selección oficial largometrajes a concurso